# Велике Татарське Караєво
Велике Тата́рське Кара́єво (рос. Большое Татарское Караево, ерз. Большое Татарское Караево) — присілок у складі Темниковського району Мордовії, Росія. Входить до складу Русько-Тювеєвського сільського поселення.
Населення — 228 осіб (2010; 229 у 2002).
Національний склад (станом на 2002 рік):
- татари — 97 %